# Conservatorio Botánico I Giardini di Pomona, Paolo Belloni
El Conservatorio botánico y jardines frutales, Paolo Belloni (en italiano: Conservatorio Botanico I giardini di Pomona, Paolo Belloni o también Conservatorio Botanico di Cisternino) es un jardín botánico de 10 hectáreas de extensión, en las proximidades de  Cisternino, Italia.

## Localización
Conservatorio Botanico I giardini di Pomona, Paolo Belloni Contrada Figazzano 114, 72014, Cisternino, Provincia de Brindisi, Valle de Itria, Italia.
Planos y vistas satelitales.40°45′00″N 17°25′00″E / 40.75000, 17.41667
- Promedio Anual de Lluvias: 1044 mm
- Altitud: 200.00 m s. n. m.

Está abierto todos los días del año en horario.
Ubicado en el Valle de Itria, en la encrucijada de los pueblos de Cisternino, Locorotondo y Martina Franca y a poca distancia del mar Adriático. El Jardín Botánico está dedicado a la diosa latina Pomona protectora de los jardines y huertos. Aquí está representada la biodiversidad mediante  variedades de plantas frutales antiguas de todo el mundo y muchas de las cuales se salvan de la extinción.

## Historia
El Jardín Botánico denominado en honor de su creador Paolo Belloni, tiene como objetivo conservar y transmitir estas variedades, seleccionadas durante miles de años por los agricultores, a las generaciones futuras, y mejorar la biodiversidad que representan maravillosamente, abriéndose a la investigación y la experimentación, pero también a la enseñanza, sobre los temas de ecosostenibilidad, cultura árida y biodiversidad: una especie de catálogo, habitable y concreto, de las mejores prácticas y tecnologías actualmente disponibles para la conservación duradera de la vida en el planeta.
Las diez hectáreas del Conservatorio, realizadas con métodos orgánicos, combinan la conservación de la naturaleza con alojamientos turístico de bajo impacto, en un paisaje de gran encanto.
En el centro de los jardines se encuentra el caqui de Nagasaki, hijo de un pie que sobrevivió a la bomba atómica explotada en la ciudad japonesa el 9 de agosto de 1945 y que se encontró entre los escombros. El caqui crece en medio de un laberinto formado de lavandas, un laberinto que significa el camino sinuoso, pero también lleno de color y fragancia, que conduce a la paz.

## Colecciones vegetales
La colección principal está dedicada a la especie Ficus carica con 600 variedades entre higos afganos, bosnios, franceses, portugueses, albaneses, israelíes e italianos. Esta es una de las colecciones más importantes de Europa y la Cuenca mediterránea, por su calidad y variedad.
La colección de variedades de granadas (Punica granatum), con algunos accesorios ornamentales y frutales. La de manzanas (Malus domestica) y peras (Pyrus communis) (en una treintena de variedades, incluida la manzana Api Etoilé reintroducida en Italia por Pomona).
Colección de cítricos (limones, naranjas, pomelos, mandarinas, chinotti y poncirus trifoliata), ya recolectados por Cosimo III De Medici, protegidos del frío viento del norte gracias a los muros de piedra seca, están representados en una colección de variedades raras.
En los jardines también hay variedades de uvas de mesa, cerezas agridulces, ciruelas, albaricoques, almendras, amelanchier, membrillos, moras, azufaifas, serbas y carnelians, caquis, kiwis, nueces, pistachos y avellanas en distintas variedades de formas y tamaños. Las frutas menores y las frutas pequeñas están presentes en parcelas o filas dedicadas a ellas. En los espacios intermedios, se plantaron hierbas aromáticas en campo abierto, siempre con vistas a la biodiversidad de la especie. De esta manera, será posible admirar el romero, tomillo, salvia, menta, hisopo, artemisa, o ver plantas conocidas pero no tan difundidas como el regaliz, citronela, el elicriso, limoncillo chino y tailandés, ruda, melisa, alcanfor.
También se pueden observar y comprender ejemplos de permacultura y agricultura de secano en el bosque productor de alimentos, así como en el concentrador de agua que utiliza las capacidades de las paredes de piedra seca y las plantas para distribuir el agua.